# Grainville-Ymauville
Grainville-Ymauville ist eine französische Gemeinde mit 423 Einwohnern (Stand: 1. Januar 2022) im Département Seine-Maritime in der Region Normandie. Sie gehört zum Arrondissement  Le Havre und zum Kanton Saint-Romain-de-Colbosc (bis 2015: Kanton Goderville).

## Geographie
Grainville-Ymauville liegt etwa 23 Kilometer nordöstlich von Le Havre in der Pays de Caux. Umgeben wird Grainville-Ymauville von den Nachbargemeinden Gonfreville-Caillot im Norden, Saint-Maclou-la-Brière im Nordosten, Bernières im Osten, Nointot im Süden, Mirville im Südwesten sowie Bréauté im Westen.

## Bevölkerungsentwicklung
| Jahr                      | 1962 | 1968 | 1975 | 1982 | 1990 | 1999 | 2006 | 2013 |
| Einwohner                 | 287  | 255  | 232  | 317  | 334  | 392  | 401  | 429  |
| Quelle: Cassini und INSEE |      |      |      |      |      |      |      |      |

## Sehenswürdigkeiten
- Kirche Saint-Vigor-et-Notre-Dame aus dem 18. Jahrhundert
- Schloss Trébons, 1767 wieder errichtet, Monument historique
- Weißes Schloss, 1854 bis 1859 erbaut

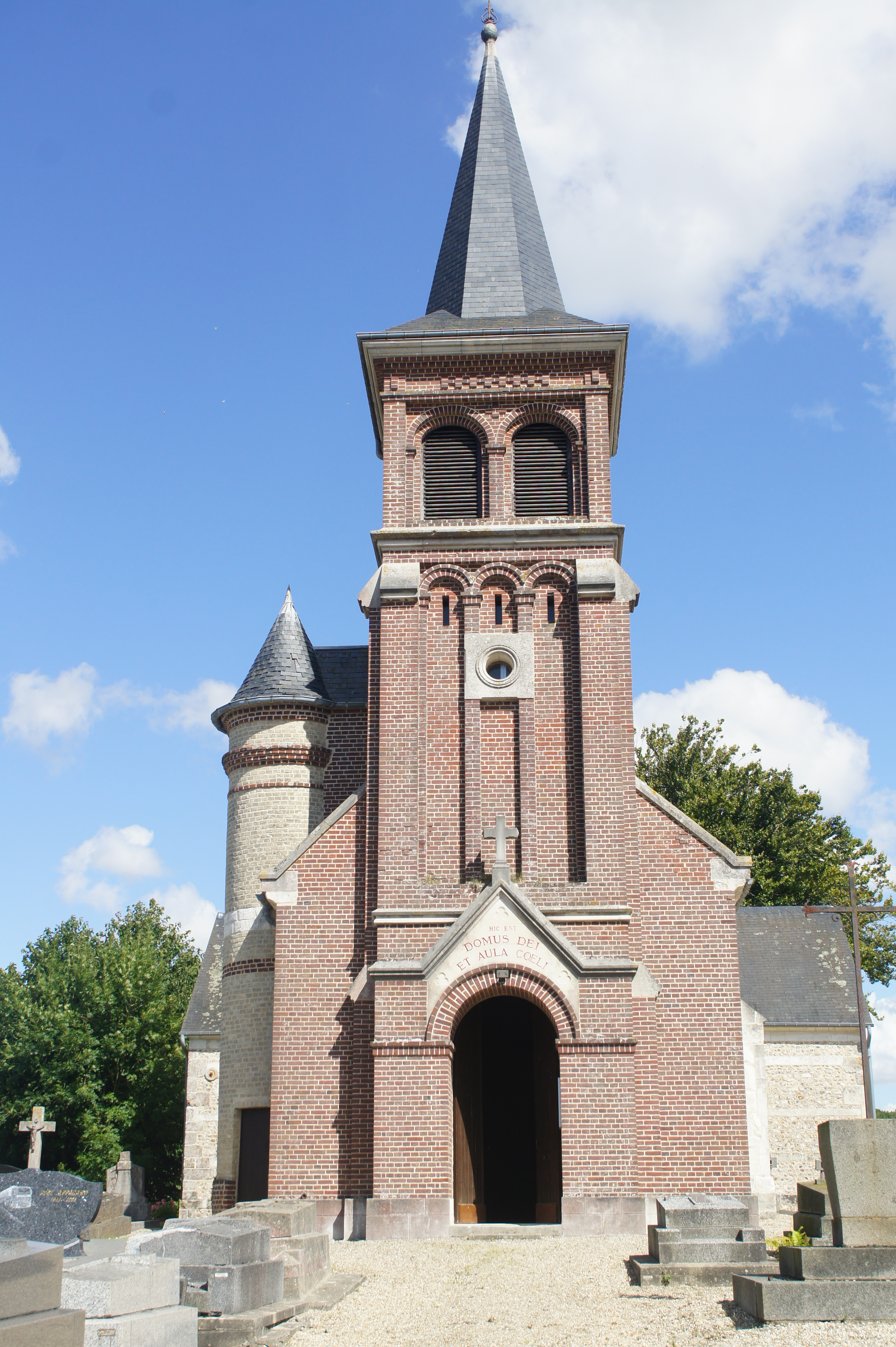
Kirche Saint-Vigor-et-Notre-Dame
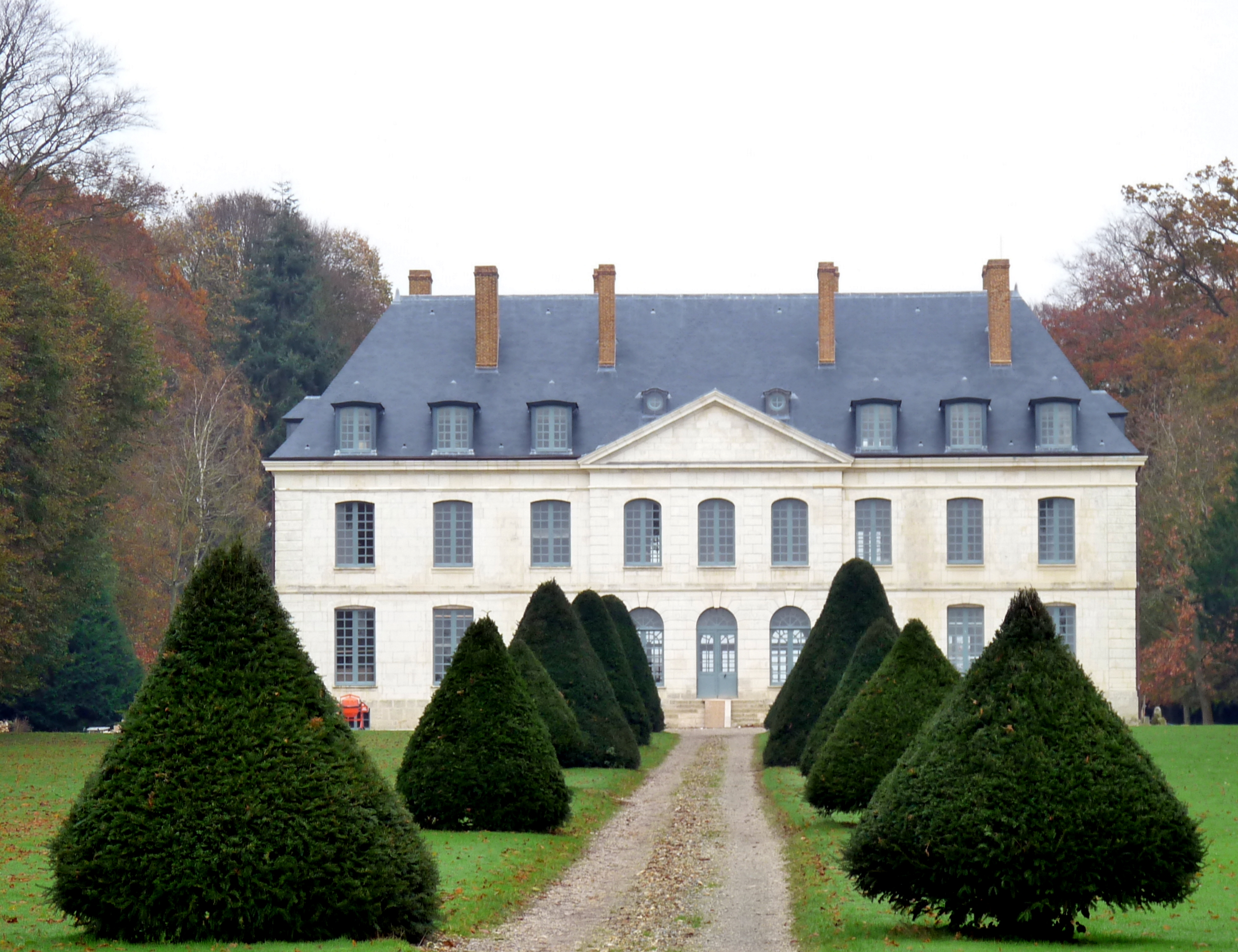
Schloss Trébons

## Persönlichkeiten
- Jacques Allard (1903–1995), Infanteriegeneral
- Nicole Fontaine (1942–2018), Politikerin, frühere Vizepräsidentin des Europäischen Parlaments